# Parroquia Timbara (Zamora Chinchipe)
La parroquia Timbara, es una parroquia rural en el cantón Zamora, provincia de Zamora Chinchipe. 
Se encuentra situada en las dos orillas del río Zamora, en la ruta de la Carretera Troncal Amazónica. Conocida por ser un centro de producción de panela, aguardiente y guarapo debido al intenso cultivo de la caña de azúcar. 
Además cerca de Timbara en dirección a Timbara Alto se encuentran dos llamativas cascadas "El Aventurero' y otra sin nombre; de la primera se puede tener una vista panorámica a fotografiar de la parroquia y sus alrededores.

## Principales atracciones turísticas
Cerro de Cuzuntza 
Cordillera de Tunantza. Es una de las estribaciones de la gran Cordillera de Real Oriental de los Andes, su punto más alto alcanza 3350 m. Conocida por ser un lugar místico apto para el excursionismo, en sus lomas y varias quebradas se podrán encontrar paredes rocosas, un pequeño cañón en su quebrada principal, flora única y diversa, paisajes edénicos, varias cascadas, vista panorámica del valle de la ciudad de Zamora y una mina abandonada por la escasez de agua. Cada una de sus lomas encierran misterios concernientes a su fauna y flora especialmente orquidácea. 